# Marith Iedema
Marith Anna Iedema (Groningen, 23 januari 1989) is een Nederlands journalist en schrijver.

## Biografie
Marith Iedema is geboren in Groningen, maar groeide op in Amsterdam. Ze studeerde af aan de School voor Journalistiek in Utrecht en begon haar carrière op de webredactie van de Volkskrant. Daar stopte ze mee, om zich volledig te richten op de onderwerpen liefde, relaties en seks. Naast haar werk als journalist heeft ze meer dan tien jaar modellenwerk gedaan, in binnen- en buitenland. Iedema woont in Amsterdam met haar vriend en haar zoontje. Ze staat in haar werk op de bres voor seksuele vrijheid en seksueel plezier voor vrouwen. In 2021 kreeg ze borstkanker. Dat veranderde haar leven ingrijpend en werd (ook) een belangrijk onderwerp om over te schrijven.

## Columns
Iedema schreef van 2016 tot en met 2020 een wekelijkse column voor Nieuwe Revu. Sinds 2022 schrijft ze een wekelijkse column voor VROUW.

## Overige activiteiten
- Publicaties voor kranten en tijdschriften (o.a.  Algemeen Dagblad, VIVA, Grazia, Oh Magazine, Playboy en Glamour).
- Documentaireserie voor Linda TV ‘(On)gewone seks’
- Informatieve video’s voor Easytoys
- Erotische podcast ‘Charlies Avonturen’
- Podcast ‘Op zoek naar Seksualiteit’ met Nynke Nijman
- Vaste gast bij Cirque Erotique radio SLAM.fm
- Actief met Instagram account @marithiedema

- International Standard Name Identifier: 0000 0004 6881 2216
- Nederlandse Thesaurus van Auteursnamen: 419883231
- Virtual International Authority File: 183154013807309192340
- WorldCat: E39PBJxGY6XQY99TPRVBjqPvpP